# IC 5258
IC 5258 је елиптична галаксија у сазвјежђу Пегаз која се налази на листи објеката дубоког неба у Индекс каталогу.
Деклинација објекта је + 23° 4' 52" а ректасцензија 22h 51m 31,5s. Привидна величина (магнитуда) објекта IC 5258 износи 13,1 а фотографска магнитуда 14,1. IC 5258 је још познат и под ознакама UGC 12217, MCG 4-53-17, CGCG 474-33, NPM1G +22.0678, PGC 69869.